# Pseudexechia altaica
Pseudexechia altaica är en tvåvingeart som beskrevs av Zaitzev 1988. Pseudexechia altaica ingår i släktet Pseudexechia och familjen svampmyggor. Inga underarter finns listade i Catalogue of Life.